# جاكي براندت
جاكي براندت (بالإنجليزية: Jackie Brandt)‏ هو لاعب كرة قاعدة أمريكي، ولد في 28 أبريل 1934 في أوماها في الولايات المتحدة.

## وصلات خارجية
- جاكي براندت على موقع دوري كرة القاعدة الرئيسي (الإنجليزية)
- جاكي براندت على موقعبيزبول رفرنس.كوم (الدوري الرئيسي) (الإنجليزية)
- جاكي براندت على موقعبيزبول رفرنس.كوم (الدوري الثانوي) (الإنجليزية)
- جاكي براندت على موقع إي إس بي إن.كوم (أم.أل.بي) (الإنجليزية)
- جاكي براندت على موقع مشجعي الرسوم البيانية (الإنجليزية)